# Kombatit
Kombatit ist ein sehr selten vorkommendes Mineral aus der Mineralklasse der „Phosphate, Arsenate und Vanadate“ mit der chemischen Zusammensetzung Pb14[Cl4|O9|(VO4)2] und damit chemisch gesehen ein Blei-Vanadat mit zusätzlichen Chlor- und Sauerstoff-Ionen sowie das Vanadium-Analogon zum Sahlinit.
Kombatit kristallisiert im monoklinen Kristallsystem, konnte jedoch bisher nur in Form unregelmäßiger, trüber Körner bis etwa 0,2 mm Größe gefunden werden. Das Mineral ist durchscheinend und zeigt auf den Oberflächen der hellgelben Körner einen diamantähnlichen Glanz. Auch seine Strichfarbe ist blass- beziehungsweise hellgelb.

## Etymologie und Geschichte
Erstmals entdeckt wurde Kombatit im gleichnamigen Kupfer-Bergwerk nahe der privaten Siedlung Kombat in der namibischen Region Otjozondjupa. Die Analyse und Erstbeschreibung erfolgte durch R. C. Rouse, Pete J. Dunn und J. Innes, die das Mineral nach dessen Typlokalität benannten.
Rouse, Dunn und Innes sandten 1985 ihre Untersuchungsergebnisse und den gewählten Namen zur Prüfung an die International Mineralogical Association (interne Eingangs-Nr. der IMA: 1985-056), die den Kombatit als eigenständige Mineralart anerkannte. Die Publikation der Erstbeschreibung wurde im Folgejahr in englischer Sprache in der Fachzeitschrift Neues Jahrbuch für Mineralogie (Monatshefte) veröffentlicht.
Das Typmaterial des Minerals wird im Geological Survey of Canada (GSC) in Ottawa (Kanada) unter der Katalog-Nr. 64563 aufbewahrt.

## Klassifikation
Da der Kombatit erst 1985 als eigenständiges Mineral anerkannt wurde, ist er in der seit 1977 veralteten 8. Auflage der Mineralsystematik nach Strunz noch nicht verzeichnet. Einzig im Lapis-Mineralienverzeichnis nach Stefan Weiß, das sich aus Rücksicht auf private Sammler und institutionelle Sammlungen noch nach dieser alten Form der Systematik von Karl Hugo Strunz richtet, erhielt das Mineral die System- und Mineral-Nr. III/D.10-180. In der „Lapis-Systematik“ entspricht dies der Klasse der „Halogenide“ und dort der Abteilung „Oxihalogenide“, wo Kombatit zusammen mit Asisit, Blixit, Chubutit (von der IMA zurückgewiesen), Damarait, Ekdemit, Heliophyllit, Hereroit, Mendipit, Mereheadit, Nadorit, Parkinsonit, Penfieldit, Perit, Philolithit, Pinalit, Rickturnerit, Rumseyit, Sahlinit, Schwartzembergit, Seeligerit, Sundiusit, Symesit, Telluroperit, Thorikosit, Vladkrivovichevit und Yeomanit eine eigenständige, aber unbenannte Gruppe bildet (Stand 2018).
Die seit 2001 gültige und von der IMA zuletzt 2009 aktualisierte 9. Auflage der Strunz’schen Mineralsystematik ordnet den Kombatit dagegen in die Klasse der „Phosphate, Arsenate und Vanadate“ und dort in die Abteilung der „Phosphate usw. mit zusätzlichen Anionen; ohne H2O“ ein. Diese ist weiter unterteilt nach der relativen Größe der beteiligten Kationen und dem Stoffmengenverhältnis der zusätzlichen Anionen (OH etc.) zum Phosphat-, Arsenat- bzw. Vanadatkomplex (RO4), so dass das Mineral entsprechend seiner Zusammensetzung in der Unterabteilung „Mit ausschließlich großen Kationen; (OH, usw.) : RO4 ≥ 1 : 1“ zu finden ist, wo es nur noch zusammen mit Sahlinit die „Sahlinitgruppe“ mit der System-Nr. 8.BO.20 bildet.
Auch die vorwiegend im englischen Sprachraum gebräuchliche Systematik der Minerale nach Dana ordnet den Kombatit in die Klasse der „Phosphate, Arsenate und Vanadate“ und dort in die Abteilung der „Wasserfreie Phosphate etc., mit Hydroxyl oder Halogen“ ein. Hier ist er ebenfalls zusammen mit Sahlinit in der unbenannten Gruppe 41.01.04 innerhalb der Unterabteilung „Wasserfreie Phosphate etc., mit Hydroxyl oder Halogen mit (A2+)m (XO4)p Zq, mit m : p > 4 : 1“ zu finden.

## Chemismus
Die Analyse mithilfe der Elektronenmikrosonde ergab eine durchschnittliche Zusammensetzung von 92,4 % PbO, 5,9 % V2O5, 4,2 % Chlor (Cl) und 0,9 % O=Cl (Σ= 101,6 Gew.-%), was der empirischen Formel Pb13,7V2,1O17,1Cl3,9 für (O,Cl)=21 entspricht.
Das Ergebnis der Analyse kommt sehr nah an die idealisierte chemische Zusammensetzung Pb14[Cl4|O9|(VO4)2], die 84,91 % Blei, 4,15 % Chlor, 2,98 % Vanadium und 7,96 % Sauerstoff enthält.

## Kristallstruktur
Kombatit kristallisiert isostrukturell (im gleichen Strukturtyp) mit Sahlinit im monoklinen Kristallsystem in der Raumgruppe C2/c (Raumgruppen-Nr. 15) mit den Gitterparametern a = 12,68 Å; b = 22,57 Å; c = 11,28 Å und β = 118,1° sowie 4 Formeleinheiten pro Elementarzelle.
Die Kristallstruktur von Kombatit besteht aus Doppelschichten parallel der b-Fläche (010) beziehungsweise rechtwinklig zur y-Achse. Je zwei Schichten aus PB(O,Cl)5-8-Polyedern sind mit VO4-Tetraeder verknüpft und durch eine Schicht aus Cl-Atomen mit den benachbarten Doppelschichten verbunden.

## Bildung und Fundorte
Kombatit bildet sich in geschichteten Mangan-Erzen. Als Begleitminerale treten unter anderem Calcit, Hämatit, Hausmannit und Kentrolith, ein dem Harkerit ähnliches Mineral, auf.
Außer an seiner Typlokalität, der Kombat Mine in Namibia, kennt man das Mineral bisher nur noch aus der Wesley Mine bei Westbury on Trym knapp 5 km nördlich von Bristol in England (Stand 2021).

## Verwendung
Aufgrund seiner extremen Seltenheit ist Kombatit allenfalls für Sammler von Interesse.